# (100239) 1994 PE32
(100239) 1994 PE32 es un asteroide perteneciente al cinturón de asteroides, descubierto el 12 de agosto de 1994 por Eric Walter Elst desde el Observatorio de La Silla, Chile.

## Designación y nombre
Designado provisionalmente como 1994 PE32.

## Características orbitales
1994 PE32 está situado a una distancia media del Sol de 3,161 ua, pudiendo alejarse hasta 3,625 ua y acercarse hasta 2,697 ua. Su excentricidad es 0,146 y la inclinación orbital 3,976 grados. Emplea 2053 días en completar una órbita alrededor del Sol.

## Características físicas
La magnitud absoluta de 1994 PE32 es 14,9.